# Довгожителі України
В 2012 році в Україні нарахували 111 тисяч жителів, яким виповнилося більше ніж 90 років. В Інститут геронтології імені Д. Ф. Чеботарьова НАМН України такий показник в країні назвали позитивним.
Станом на 5 вересня 2019 року, за даними Комітету Верховної Ради України з питань соціальної політики та захисту прав ветеранів, в Україні налічувалося 1078 осіб у віці 100 років і більше. Як зазначалося, це найбільша кількість осіб, яким виповнилося більше 100 років за всю історію існування Пенсійного фонду України, який і надав відповідні дані.

## Статистика та демографія
Генетики з сервісу нутрігенетичних досліджень Myhelix стверджують, що 24,5% жителів України мають один з «генів довгожителя». Майже у чверті українців було виявлено варіант CC гена IL6. Така особливість передбачає потенційне довголіття — досягнення віку 90 років або більше. Проте, зазначається, що реальна тривалість життя лише приблизно на 30% залежить від генів, а на 70% від способу життя: харчування, фізичних навантажень, наявності чи відсутності шкідливих звичок. Також довгожителі зазвичай мають вагу в межах норми, найчастіше - худорлявої будови тіла. Щодня вони фізично активні щонайменше 15 хвилин, вживають багато рослинної їжі, соціально активні, мають чимало друзів.
Як стверджують вітчизняні геронтологи, в Україні живе приблизно 100 тисяч довгожителів, переважно на заході України. В основному вони віряни, у їхньому раціоні багато овочів, молока та ягід, вони мають гарний характер, а також фізично та розумово активні.

## Верифікація
Верифікованим (перевіреним, підтвердженим) називається довгожитель, дата народження якого підтверджується перевіреними документами: свідоцтвом про народження, записами в церковних книгах. Верифікація фіксується такими організаціями, як Група геронтологічних досліджень (з 1990 року) і Книга рекордів Гіннеса.
Довгожителя вважають частково верифікованим, якщо документально його вік підтверджений, але цьому суперечать деякі спірні факти чи відомості.
Неверифікованими довгожителями називають тих довгожителів, які стверджують про свій досить значний вік, але ці твердження не можна підтвердити документально через втрату документів, що вказують точну, перевірену дату народження.

## Деякі довгожителі
Найстарішою повністю верифікованою супердовгожителькою, яка народилася на території сучасної України є полька Текля Юневич (пол. Tekla Juniewicz). Вона народилася 10 червня 1906 року в селі Крупське, Миколаївського району, Львівської області (на той час частина Австро-Угорщини). В листопаді 1945 року переїхала до Польщі, де і прожила всю наступну частину життя. Офіційно визнається найстарішою людиною в історії, яка народилась на території сучасної України, а також найстарішою людиною в історії Польщі. Також вона була найстарішою нині живою повністю верифікованою жителькою Польщі. Текля Юневич померла 19 серпня 2022 року у віці 116 років та 70 днів. 
Ще однією повністю верифікованою супердовгожителькою, яка народилася на території сучасної України є Голді Міхельсон (англ. Goldie Michelson), до шлюбу Кораш (англ. Corash). Вона народилася 8 серпня 1902 року в Єлисаветграді (теперішній Кропивницький) в єврейській родині. Коли їй було 2 роки її сім'я переїхала в США, де Голді і прожила все своє життя. Померла 8 липня 2016 року у віці 113 років і 335 днів, не доживши місяць до свого 114-річчя. Офіційно визнається другою найстарішою людиною в історії, яка народилась на території сучасної України, а також другою найстарішою людиною, що народилась в Російській імперії.
Відомим довгожителем, який народився в Україні є підприємець, меценат, племінник засновника заповідника «Асканія-Нова» Фрідріха фон Фальц-Фейна — Едуард Фальц-Фейн. Народився 14 вересня 1912 року в селі Гаврилівка, тоді село в Херсонській губернії Російської імперії (зараз в Нововоронцовському районі Херсонської області). Загинув 17 листопада 2018 року у віці 106 років і 64 днів через пожежу у його будинку в місті Вадуц (столиця Ліхтенштейну) .
18 листопада 2015 року зареєстровано рекорд України з найбільшого сумарного віку подружньої пари — 190 років (97 та 93 роки). Разом 97-річний Мокляк Андрій Олексійович і 93-річна Мокляк Анна Артемівна з Нових Санжар на Полтавщині прожили, на той час, 70 років.

### Деякі неверифіковані довгожителі України
Даний список включає в себе деяких найстаріших неверифікованих українських довгожителів. Хоча вік деяких з них підтверджувався Національним реєстром рекордів України, проте вік жодного довгожителя не був офіційно визнаним Групою геронтологічних досліджень. Оскільки всі люди в цьому списку (як вони стверджували(-ють) прожили більше 110-ти років, то всі вони є супердовгожителями.
      Померли
      Живі
| Nº | Ім'я              | Стать    | Дата народження     | Дата смерті         | Вік станом на 22 березня 2025 року |
| -- | ----------------- | -------- | ------------------- | ------------------- | ---------------------------------- |
| 1  | Єфросинія Павлюк  | Жіноча   | 8 січня 1904 року   | 7 серпня 2016 року  | 112 років, 212 днів                |
| 2  | Мусій Кричевський | Чоловіча | 25 лютого 1897 року | 26 грудня 2008 року | 111 років, 305 днів                |
| 3  | Євгенія Тебенчук  | Жіноча   | 15 січня 1902 року  | 9 серпня 2013 року  | 111 років, 206 днів                |

### Список довгожителів-емігрантів з України
В даному списку представлені довгожителі, які народилися на території теперішньої України, але емігрували в інші країни. Оскільки всі люди в цьому списку прожили понад 110 років, всі вони є супердовгожителями.
      Верифіковані
      Живі (верифіковані)
      Очікують на верифікацію
      Неверифіковані
| Nº | Ім'я                        | Стать    | Дата народження      | Дата смерті           | Вік станом на 22 березня 2025 року | Країна                    |
| -- | --------------------------- | -------- | -------------------- | --------------------- | ---------------------------------- | ------------------------- |
| 1  | Текля Юневич                | Жіноча   | 10 червня 1906 року  | 19 серпня 2022 року   | 116 років, 70 днів                 | Україна — Польща          |
| 2  | Голді Міхельсон             | Жіноча   | 8 серпня 1902 року   | 8 липня 2016 року     | 113 років, 335 днів                | Україна — США             |
| 3  | Юзеф Ковальський            | Чоловіча | 2 лютого 1900 року   | 7 грудня 2013 року    | 113 років, 307 днів                | Україна — Польща          |
| 4  | Перл Луцко                  | Жіноча   | 15 лютого 1899 року  | 2 листопада 2011 року | 112 років, 260 днів                | Україна — Канада          |
| 5  | Тіллі Ослендер              | Жіноча   | 24 березня 1907 року | 1 червня 2019 року    | 112 років, 69 днів                 | Україна — Канада          |
| 6  | Ванда Вержлейська           | Жіноча   | 3 березня 1906 року  | 14 січня 2012 року    | 111 років, 317 днів                | Україна — Польща          |
| 7  | Кетрін Вовчук               | Жіноча   | 18 серпня 1901 року  | 8 січня 2013 року     | 111 років, 143 дні                 | Україна — Канада          |
| 8  | Єжи Паячковський-Дидинський | Чоловіча | 19 липня 1894 року   | 6 грудня 2005 року    | 111 років, 140 днів                | Україна — Велика Британія |
| 9  | Женя Бройтман               | Жіноча   | 21 серпня 1899 року  | 25 жовтня 2010 року   | 111 років, 65 дні                  | Україна — Німеччина       |
| 10 | Агрипина Кондратова         | Жіноча   | 15 червня 1906 року  | 13 травня 2017 року   | 110 років, 332 дні                 | Україна — США             |
| 11 | Сергій Куліш                | Чоловіча | 31 березня 1906 року | 29 січня 2017 року    | 110 років, 304 дні                 | Україна — США             |